# Grease (Brillantina)
Grease (Brillantina) (Grease) è un film del 1978 diretto da Randal Kleiser.
La pellicola, con protagonisti John Travolta e Olivia Newton-John, è tratta dall'omonimo musical di Jim Jacobs e Warren Casey.

## Trama
Stati Uniti, 1958. Durante l'estate, Danny Zuko, il leader di una gang di greaser chiamata T-Birds (diminutivo di Thunderbirds), incontra Sandy Olsson, una giovane e ingenua ragazza australiana di origine scandinava. Tra i due è amore a prima vista, ma Sandy al finire delle vacanze estive dovrà tornare in Australia: i due ragazzi devono quindi dirsi addio, giurandosi amore eterno.
I programmi di Sandy però cambiano, perché la sua famiglia decide di rimanere negli Stati Uniti. La ragazza si iscrive inconsapevolmente alla Rydell High School, la stessa scuola di Danny, dove conosce e fa amicizia con un gruppo di ragazze, chiamate Pink Ladies, composto dalla leader Betty Rizzo e da Frenchy, Marty e Jan. Sia Danny che Sandy, ignari di essere molto più vicini del previsto, rendono partecipi i rispettivi amici della loro storia: Sandy racconta la sua versione dei fatti e viene derisa dalle sue compagne, mentre Danny non riferisce agli amici come sono andate davvero le cose per non rovinare la sua reputazione da duro.
Quando Sandy rivela alle nuove amiche il nome del ragazzo, conosciuto da tutta la scuola come un instancabile donnaiolo, Rizzo, che tempo prima ha avuto un flirt con lo stesso Danny, è invidiosa e vuole metterlo in difficoltà davanti agli amici organizzando un incontro apparentemente casuale fra i due. Alla vista di Sandy, Danny prima si mostra sorpreso e felice di rivederla, ma in seguito fa lo spavaldo e l’indifferente notando i suoi amici Kenickie, Doody, Sonny e Putzie intorno a lui. Il suo atteggiamento ferisce Sandy, che viene invitata a un pigiama party da Frenchy con l'obiettivo di consolarla. La personalità innocente della ragazza, che a fatica si sta inserendo nel gruppo, la rende oggetto del sarcasmo di Rizzo con la canzone Look at me, I’m Sandra Dee. Più tardi, Sandy esprime il proprio stato d'animo con la canzone Hopelessly Devoted to You, mostrando di essere ancora innamorata di Danny. Il giorno dopo, il ragazzo incontra Sandy in un bar e le chiede scusa. I due riprendono così a frequentarsi, anche se i problemi non spariscono e Danny deve barcamenarsi tra i sentimenti e la reputazione.
La scuola, intanto, è impegnata nell’organizzazione di una gara di ballo che verrà trasmessa in diretta televisiva. Mentre le ragazze si preparano per l'evento, i T-Birds sono impegnati a personalizzare e truccare una vecchia automobile con la quale intendono sfidare in una gara un'altra banda di ragazzi, gli Scorpions, loro tradizionali rivali. Intanto Frenchy, che sta avendo problemi con il suo corso di estetica, riceve la visita di Frankie Avalon in veste di angelo custode, che la persuade a tornare a scuola cantando Beauty School Dropout.
Passano i giorni e finalmente arriva il giorno della grande serata danzante, presentata dal famoso conduttore Vince Fontaine. Tutti i ragazzi si scatenano al ritmo di rumba, rock e boogie-woogie: anche Danny e Sandy partecipano alla gara e sembrano i favoriti per la vittoria. All’improvviso i due vengono separati: Sonny, uno dei migliori amici di Danny, afferra Sandy, mentre il ragazzo si ritrova a ballare con Cha-Cha DiGregorio, con la quale, in passato, aveva avuto un rapporto occasionale. Insieme a lei conclude il ballo finale, vincendo la gara tra gli applausi degli spettatori. Sandy, sentendosi tradita, abbandona la festa.
Nel tentativo di riconciliarsi, Danny porta Sandy a un drive-in dove le chiede di essere la sua fidanzata, donandole un anello. Nel corso della serata, tuttavia, Danny si spinge un po' troppo oltre con le sue avances e Sandy scappa. Affranto, Danny intona la canzone Sandy. Nel frattempo Rizzo ha un ritardo mestruale e teme di essere incinta: la voce arriva fino a Kenickie, il miglior amico di Danny, ritenuto il responsabile, cosa che però Rizzo nega. Il giorno seguente, a scuola, Rizzo, oggetto dei pettegolezzi delle altre ragazze, per un attimo ammette di non essere così dura come vorrebbe e come si mostra, intonando il brano There Are Worse Things I Could Do.
Pochi giorni più tardi avviene la tanto attesa sfida tra T-birds e Scorpions. Kenickie dovrebbe guidare per i Thunderbirds, ma batte la testa e sviene. Danny prende il suo posto e, malgrado il gioco sporco del suo rivale, riesce a vincere la gara. Sandy, che ha assistito alla corsa, comprende a quel punto la natura da ribelle di Danny e, con l’aiuto di Frenchy, decide di rimettersi in gioco abbandonando le vesti di "brava ragazza" per vestire i panni della ragazza ribelle, esattamente come Danny che, allo stesso modo, sta pensando di cambiare il suo atteggiamento, ossia diventare un "bravo ragazzo", che pensa più adatto ai gusti di Sandy, incominciando a fare atletica e abbandonando gli abiti da "bulletto".
Alla festa di fine anno, una nuova Sandy appare allo sbalordito Danny: grintosa, con i capelli arricciati, vestita in pelle e con una sigaretta in bocca, decisa a far capire che vuole avvicinarsi al suo modo di essere e riconquistarlo; cantando il brano You're the One That I Want, entrambi hanno la conferma di essere fatti l'uno per l'altra. Rizzo intanto dice a Kenickie di non essere incinta e i due fanno pace. I T-Birds e le Pink Ladies, intonando il brano We Go Together, promettono di non separarsi mai. Sul finale del film, Danny e Sandy, salutando i loro amici, se ne vanno su una roadster che prende il volo.

## Produzione
Inizialmente la parte del protagonista Danny Zuko fu proposta a Henry Winkler, interprete di Fonzie in Happy Days, il quale rifiutò, pentendosene poi amaramente. Per lo stesso ruolo si pensò anche a Patrick Swayze il quale, tuttavia, a causa di problemi fisici, non poté accettare; venne infine scelto John Travolta, diventato noto a livello mondiale l'anno precedente con La febbre del sabato sera. Entrambi i film ebbero lo stesso produttore, Robert Stigwood, il quale pubblicò anche gli album discografici delle colonne sonore delle due pellicole.

## Colonna sonora
La colonna sonora del film fu pubblicata e distribuita su un doppio LP della RSO Records, che rimase per diverse settimane al primo posto delle classifiche in molti paesi. In Gran Bretagna i duetti You're the One That I Want e Summer Nights arrivarono entrambi in vetta alle classifiche e ancora nel 2002 apparivano rispettivamente all'ottavo e al ventunesimo posto della classifica ufficiale di vendite di singoli di tutti i tempi. La canzone Hopelessly Devoted to You ricevette una nomination all'Oscar per la migliore canzone originale nel 1979. La canzone tema del film, scritta da Barry Gibb (all'epoca leader dei Bee Gees) e interpretata da Frankie Valli, giunse anch'essa ai primi posti delle classifiche.
Ordine di apparizione nel film:
1. Love is a Many-Splendored Thing
2. Grease
3. Alma Mater
4. Summer Nights – Danny, Sandy, Pink Ladies and T-Birds
5. Rydell Fight Song – Rydell Marching Band
6. Look at Me, I'm Sandra Dee – Rizzo and Pink Ladies
7. Alma Mater Parody – T-Birds
8. Hopelessly Devoted to You – Sandy
9. Greased Lightnin' – Danny and T-Birds
10. La Bamba
11. It's Raining on Prom Night
12. Whole Lotta Shakin' Goin' On
13. Beauty School Dropout – Teen Angel and Female Angels
14. Rock n' Roll Party Queen
15. Rock n' Roll is Here to Stay – Johnny Casino and the Gamblers
16. Those Magic Changes – Johnny Casino and the Gamblers; Danny sings along onscreen
17. Tears on My Pillow – Johnny Casino and the Gamblers
18. Hound Dog – Johnny Casino and the Gamblers
19. Born to Hand Jive – Johnny Casino and the Gamblers
20. Blue Moon – Johnny Casino and the Gamblers
21. Sandy – Danny
22. There Are Worse Things I Could Do – Rizzo
23. Look at Me, I'm Sandra Dee (Reprise) – Sandy
24. You're the One That I Want – Danny, Sandy, Pink Ladies, and T-Birds
25. We Go Together – Cast
26. Grease (Reprise)

### Data di uscita
Alcune date di uscita nel corso del 1978:
- 16 giugno 1978 negli Stati Uniti (Grease)[3]
- 16 giugno 1978 in Canada (Grease)[3]
- 2 agosto 1978 in Australia (Grease)[3]
- 3 agosto 1978 in Nuova Zelanda (Grease)[3]
- 13 settembre 1978 nel Regno Unito (Grease)[3]
- 15 settembre 1978 in Danimarca (Grease)[3]
- 22 settembre 1978 in Italia (Grease (Brillantina))[4]
- 22 settembre 1978 in Spagna (Grease (Vaselina))[3]
- 22 settembre 1978 in Svezia (Grease)[3]
- 28 settembre 1978 in Germania Ovest (Grease)[3]
- 3 ottobre 1978 in Francia (Grease)[3]
- 12 ottobre 1978 nei Paesi Bassi (Grease)[3]
- 20 ottobre 1978 in Norvegia (Grease)[3]
- 2 novembre 1978 in Messico (Vaselina)[3]
- 2 dicembre 1978 in Finlandia (Grease)[3]
- 16 dicembre 1978 in Giappone (グリース (映画))[3]

Nel 1998, in occasione del 20º anniversario, il film fu riproposto nelle sale cinematografiche.

## Accoglienza

### Incassi
A livello mondiale incassò 394.955.690 dollari a fronte di un budget di 6 milioni di dollari, piazzandosi al 1º posto nella classifica dei film più visti di quella stagione, sia negli Stati Uniti che in Italia, dove incassò 8 miliardi di lire (rivalutato: circa 18 milioni di euro).

## Riconoscimenti
Il film ha ricevuto cinque nomination al Golden Globe nel 1979.
- 1979 - Premio Oscar
  - Nomination Miglior canzone (Hopelessly Devoted to You) a John Farrar
- 1979 - Golden Globe
  - Nomination Miglior film commedia o musicale
  - Nomination Miglior attore in un film commedia o musicale a John Travolta
  - Nomination Miglior attrice in un film commedia o musicale a Olivia Newton-John
  - Nomination Miglior canzone (Grease) a Barry Gibb
  - Nomination Miglior canzone (You're the One that I Want) a John Farrar
- 1979 - People's Choice Award
  - Miglior film
  - Miglior film musicale
- 2008 - TV Land Award
  - Nomination Miglior sequenza di ballo (You're the One That I Want)
- 1979 - Golden Screen
  - Golden Screen

Nel 2020 è stato scelto per la conservazione nel National Film Registry della Biblioteca del Congresso degli Stati Uniti.

## Altri media

### Grease: Live
Grease: Live è un film per la televisione trasmesso su Fox in America il 31 gennaio 2016. È stato prodotto da Marc Platt, diretto da Thomas Kail e interpretato da Julianne Hough, Aaron Tveit, Vanessa Hudgens e Carlos Pena-Vega.

### Grease: Rise of Pink Ladies
Grease: Rise of Pink Ladies è una serie televisiva prodotta e distribuita da Paramount+ nel 2023. Si tratta di un prequel ambientato qualche anno prima delle vicende del film originale e narra della nascita delle Pink Ladies.

## Sequel
Nel 1982 fu prodotto il sequel Grease 2, con un cast differente, che ebbe però scarso successo.